# Hooper (Utah)
Hooper è un comune degli Stati Uniti d'America, nella contea di Weber nello Stato dello Utah.